# Le Magicien d'Oz (film, 1939)
Pour les articles homonymes, voir Le Magicien d'Oz (homonymie).
Série
Le Monde fantastique d'Oz
 (2013)
Pour plus de détails, voir Fiche technique et Distribution.
Le Magicien d'Oz (en anglais : The Wizard of Oz) est un film musical américain produit par la Metro-Goldwyn-Mayer (MGM) et sorti en 1939. Adaptation du roman du même nom de Lyman Frank Baum, il est principalement réalisé par Victor Fleming, qui quitte la production pour reprendre le difficile tournage d'Autant en emporte le vent. Il met en vedette Judy Garland, Frank Morgan, Ray Bolger, Bert Lahr, Jack Haley, Billie Burke et Margaret Hamilton. Noel Langley, Florence Ryerson (en) et Edgar Allan Woolf sont crédités au scénario, tandis que d'autres personnes non créditées y ont apporté des contributions. La musique est composée par Harold Arlen et adaptée par Herbert Stothart, avec des paroles de Yip Harburg.
Le Magicien d'Oz est célèbre pour son utilisation du procédé Technicolor, de sa narration fantastique, de sa partition musicale et de ses personnages mémorables. C'est un succès critique et il est nommé aux Oscars dans cinq catégories, dont celle du meilleur film, remportant les trophées de la meilleure chanson originale pour Over the Rainbow et de la meilleure musique de film pour Stothart. Judy Garland reçoit quant à elle un Oscar de la jeunesse. Bien que le film ait été suffisamment populaire au box-office, il ne parvient pas générer de bénéfices pour la MGM jusqu'à sa réédition en 1949, ne rapportant que 3 millions de dollars pour un budget de 2,7 millions de dollars, ce qui en fait la production la plus chère de la MGM à l'époque,.
Sa première diffusion à la télévision en 1956 sur CBS fait redécouvrir le film au public. Selon la bibliothèque du Congrès, il s'agirait du film le plus vu dans le monde,. En 1989, il est sélectionné pour être conservé au National Film Registry pour son « importance culturelle, historique ou esthétique, ». C'est également l'un des rares films inscrits au registre international Mémoire du monde de l'UNESCO. En 2002, le film est classé deuxième dans la liste des 100 plus grands films de tous les temps du magazine Variety. En mai 2020, il figure parmi les dix premiers de la liste des « 50 films à voir avant d'avoir 14 ans » du British Film Institute. Le Magicien d'Oz est fortement ancré dans la culture populaire américaine, au même titre qu'Autant en emporte le vent ou Une étoile est née. Le film figure fréquemment sur les listes des critiques des plus grands films de tous les temps et constitue l'adaptation la plus commercialement réussie de l'œuvre de Baum,.

## Synopsis

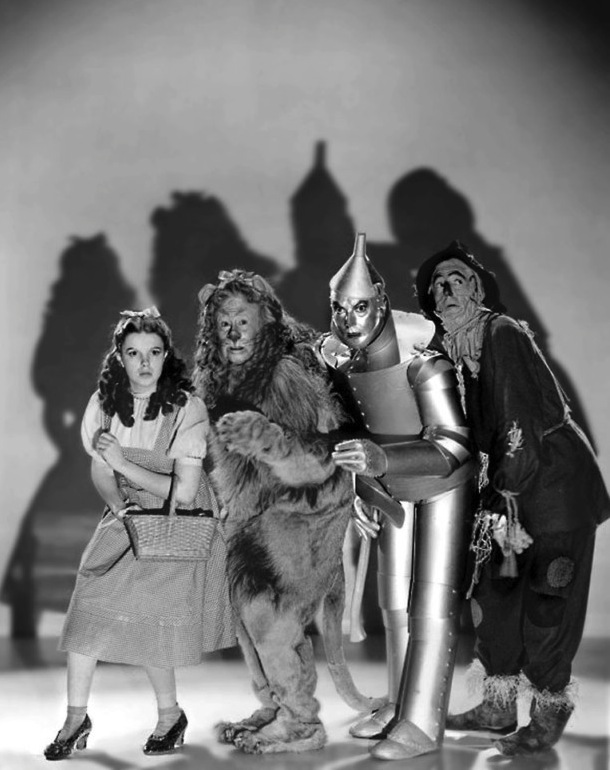
Dorothy et ses amis (Judy Garland, Bert Lahr, Jack Haley et Ray Bolger).

Dorothy Gale, une jeune orpheline, est élevée dans une ferme du Kansas tenue par sa tante et son oncle. Son chien Toto étant persécuté par la méchante Almira Gulch, Dorothy demande aux trois ouvriers de la ferme de le protéger. Cependant personne ne semble prendre au sérieux les craintes de la jeune fille. Sa tante Em lui reproche son imagination et lui demande de trouver sa place dans un monde sans problème.
Almira Gulch finit par s'emparer de Toto avec l'intention de le tuer, sur ordonnance du shérif. Mais le chien s'échappe et retourne près de Dorothy qui décide alors de s'enfuir. Sur le chemin, elle rencontre le professeur Marvel qui parvient à la persuader de retourner auprès de sa famille, en voyant pour elle dans sa boule de cristal, sa tante en train de pleurer.
Arrivée à la ferme, une tornade se forme avant que Dorothy ne puisse se réfugier dans la cave. Pour se protéger, elle s'enferme dans sa chambre mais la fenêtre s'ouvre violemment et l'assomme puis la maison est emportée par la tornade. Par la fenêtre, Dorothy voit Almira Gulch sur sa bicyclette se transformant en une sorcière chevauchant un balai. La maison finit par atterrir à Munchkinland, une contrée du pays d'Oz. Dorothy rencontre Glinda, la bonne sorcière du Nord, qui flotte dans une bulle qui commence irisée mais atterrit rose, et apprend que la maison vient de tuer la Méchante Sorcière de l'Est en lui atterrissant dessus. Dorothy fait ensuite la connaissance des Munchkins, les habitants de Munchkinland. Arrive alors la Méchante Sorcière de l'Ouest qui vient réclamer les souliers de rubis magiques de sa sœur qui vient de mourir. Malheureusement pour elle, Dorothy en a déjà pris possession ; la sorcière jure alors vengeance contre elle et son chien Toto.

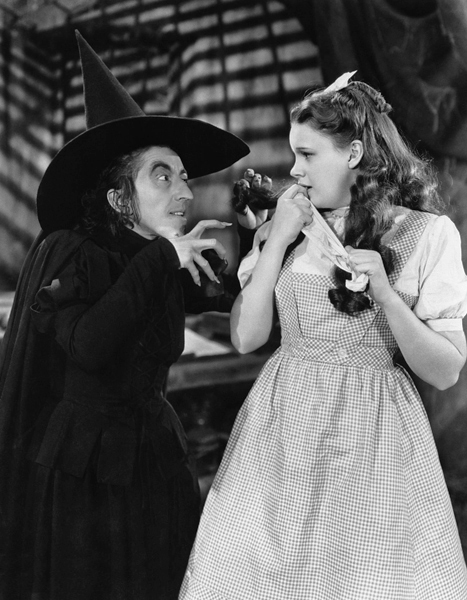
La Méchante Sorcière de l'Ouest (Margaret Hamilton) terrorise Dorothy (Judy Garland).

Glinda demande à Dorothy de partir demander l'aide du magicien d'Oz à la cité d'Émeraude, avant qu'elle ne s'envole dans sa bulle, cette fois, commençant rose et devenant irisée en s'élevant dans le ciel et disparut de la vue. Pour ce faire, elle doit suivre la route de brique jaune. En chemin, elle rencontre successivement un épouvantail en manque de cerveau, qui pourtant fait preuve d'une grande astuce, un homme de fer-blanc en manque de cœur, qui pourtant fait preuve d'une grande gentillesse, et un lion en manque de courage. Les trois accompagnent Dorothy jusqu'à la cité d'Émeraude avec l'espoir que le magicien d'Oz palliera leur handicap respectif. Mais c'est sans compter sur la Méchante sorcière de l'Ouest qui en veut à Dorothy.
Une fois sur place ils rencontrent le magicien d'Oz qui apparaît comme une tête flottante entourée de feu et de fumée. Il fait croire à ses invités qu'il pourra les aider s'ils prennent possession du balai de la Méchante Sorcière de l'Ouest.
Sur le trajet du château de la sorcière, Dorothy et ses amis sont attaqués par des singes volants envoyés par la sorcière. La jeune fille et son chien sont capturés et amenés à la Méchante Sorcière de l'Ouest qui lui demande les souliers. Dorothy accepte après la menace de mort envers Toto mais une force magique empêche la sorcière d'en prendre possession. Celle-ci explique alors à Dorothy que la sorcière devra la tuer pour pouvoir les lui enlever. À ce moment-là, Toto profite du manque d'attention de la sorcière pour s'échapper. La sorcière enferme alors Dorothy pour réfléchir à la manière de la tuer sans abîmer les chaussures. Pendant ce temps, Toto retrouve les amis de sa maîtresse et les mène au repaire de la Méchante Sorcière de l'Ouest pour la libérer. Ils la retrouvent mais le groupe est pris au piège par les troupes de la sorcière. Une bagarre s'engage entre tous et Dorothy arrose la sorcière avec de l'eau, ce qui la fait fondre.
À leur retour à la cité d'Émeraude, Toto découvre le pot aux roses du magicien d'Oz. Ce n'est en fait qu'un simple homme sans pouvoir qui utilise des artifices pour paraître impressionnant. Le groupe d'amis est déçu de cette découverte mais le « magicien » tient finalement sa promesse. Il n'utilise pas de magie mais persuade chacun qu'il a déjà au fond de lui ce qu'il recherche depuis toujours.
Après cela le magicien raconte son histoire et comment il a atterri au pays d'Oz. Il promet ensuite à Dorothy de la ramener au Kansas ainsi que la maison, laissant la responsabilité de la cité d'Émeraude à l'épouvantail, à l'homme de fer et au lion. Le magicien, Dorothy et Toto embarquent dans la montgolfière d'Oz mais le petit chien saute en dehors. Dorothy saute à son tour pour le récupérer, laissant partir le ballon. Dorothy semble résignée à rester pour toujours au pays d'Oz jusqu'à ce que Glinda lui montre la voie. Depuis le début, elle avait la capacité de rentrer chez elle mais il fallait qu'elle le découvre par elle-même.
Dorothy fait ses adieux pour de bon à ses amis et suit les instructions de la bonne fée. Elle se réveille alors dans sa chambre du Kansas entourée de sa famille. Elle leur raconte son voyage fantastique qui ne manque pas de les faire rire.

## Fiche technique
Sauf indication contraire ou complémentaire, les informations mentionnées dans cette section proviennent du générique de fin de l'œuvre audiovisuelle présentée ici.
- Titre original : The Wizard of Oz
- Titre français : Le Magicien d'Oz
- Réalisation : Victor Fleming ; Richard Thorpe[11], George Cukor, King Vidor[12] et Mervyn LeRoy[13] (non crédités)
- Scénario : Noel Langley, Florence Ryerson et Edgar Allan Woolf d'après le livre de L. Frank Baum ; William H. Cannon, Irving Brecher, Herman J. Mankiewicz, Ogden Nash, Herbert Fields, Samuel Hoffenstein, Jack Mintz, John Lee Mahin[14] et E.Y. Harburg[12] (non crédités)
- Lyrics : Yip Harburg
- Musique : Harold Arlen
- Direction musicale : Herbert Stothart
- Chorégraphie : Bobby Connolly
- Direction artistique : Cedric Gibbons
- Costumes : Adrian
- Maquillages : Jack Dawn
- Photographie : Harold Rosson et Allen M. Davey (associé)
- Effets spéciaux : A. Arnold Gillespie
- Son : Douglas Shearer
- Montage : Blanche Sewell ; Margaret Booth (supervision, non créditée)
- Production : Victor Fleming et Mervyn LeRoy ; Arthur Freed[12] (non crédité)
- Sociétés de production : Metro-Goldwyn-Mayer et Loew's Incorporated
- Société de distribution : Metro-Goldwyn-Mayer
- Budget : 2 600 000 $[12]
- Pays d'origine :  États-Unis
- Format : noir et blanc / couleurs (Technicolor) - 35 mm - 1,37:1 - Son mono (Western Electric Sound System)[15]
- Genre : Film musical, aventure et fantastique
- Langue : anglais
- Durée : 102 minutes
- Dates de sortie[16] : 
  - États-Unis : 
    - 12 août 1939 (première mondiale à Oconomowoc,  Wisconsin)
    - 15 août 1939 (première à Hollywood)
    - 17 août 1939 (première à New York)
    - 25 août 1939 (sortie nationale)

  - Royaume-Uni : 11 décembre 1939
  - France : 26 juin 1946 et en ressortie le 15 décembre 1999
  - Belgique : 8 août 1946
- Affiche : Boris Grinsson (France)

## Distribution
- Judy Garland (VF : Renée Simonot[17] ; Rolande Forest (1er doublage)) :  Dorothée Carter (Dorothy Gale)
- Frank Morgan (VF : Jacques Berlioz[17]) : le Magicien d'Oz (Wizard of Oz) / le professeur Merveille (Professor Marvel) / le cocher / le garde / le portier de la cité d'Émeraude
- Ray Bolger (VF : Maurice Nasil[18]) : Hunk / l'Épouvantail (Scarecrow)
- Bert Lahr (VF : Georges Hubert): Zeke / le Lion peureux (Cowardly Lion)
- Jack Haley (VF : Maurice Porterat ; Robert Genestre Lafleur (1er doublage)[19]) : Hickory / l'Homme de fer-blanc (Tin Man)
- Billie Burke (VF : Dominique Arnaud) : Glinda, la bonne fée du Nord (Good Witch of the North)
- Margaret Hamilton (VF : Héléna Manson) : Miss Almira Gulch / la méchante sorcière de l'Ouest (Wicked Witch of the West)
- Charley Grapewin : oncle Henry (Uncle Henry)
- Clara Blandick  (VF : Cécile Didier) : tante Olympe (Aunt Em)
- Terry : Toto, le chien de Dorothy

Acteurs non crédités :
- Billy Curtis : un père Munchkin
- Lois January : une des manucures de la cité d’Émeraude / la propriétaire du chat siamois
- Jerry Maren : un Munchkin (Lollipop Guild Member)
- Margaret Pellegrini : une Munchkin
- Meinhardt Raabe : le Munchkin médecin légiste
- Rolfe Sedan : l'ascensionniste en ballon

 Directrice artistique du 1er doublage français : Isabelle Kloucowsky.
Le 1er doublage français réalisé en 1940 est considéré comme perdu. 

## Production

### Genèse
En 1924, la Metro-Goldwyn-Mayer envisage d'adapter le roman de L. Frank Baum, Le Magicien d'Oz. La MGM et Frank Joslyn Baum, le fils de l'auteur, ne trouvant pas d'accord, les droits du livre sont obtenus par la Chadwick Pictures. En 1933, c'est Samuel Goldwyn qui négocie avec Baum pour faire une comédie musicale mais aucun accord n'est finalement trouvé. C'est finalement le 26 janvier 1934 que Samuel Goldwyn Studio obtient les droits du roman pour 40 000 $.
C'est après le succès de Blanche-Neige et les Sept Nains que Louis B. Mayer, président de la MGM, se voit suggérer d'essayer d'acquérir les droits de Le Magicien d'Oz pour le porter à l'écran et ainsi s'inspirer de la réussite de Walt Disney. Depuis le décès d'Irving Thalberg en 1937, Mayer est à la recherche d'un nouveau producteur. Il finit par engager un producteur-réalisateur de 38 ans, Mervyn LeRoy et par pure coïncidence, l'un des premiers projets qu'il propose au studio est l'adaptation du Magicien d'Oz. Louis B. Mayer accepte de faire ce film mais Mervyn LeRoy souhaite également le réaliser. Mayer refuse estimant que son producteur ne pourra pas assurer le travail de production en plus de celui de réalisation. LeRoy engage Arthur Freed pour l'aider dans la mise en place de cette production qui s'annonce importante et pour laquelle ils n'ont pas encore les droits .

### Scénario

#### La valse des scénaristes
Avant l'acquisition des droits du livre de Baum, la MGM se demande comment l'adapter sans perdre la « magie » originelle. En janvier 1938, William H. Cannon, l'assistant de LeRoy, est le premier à réfléchir à la manière de rendre l'histoire plus dramatique. Un mois plus tard, le 3 février 1938, Mervyn LeRoy est officiellement nommé producteur du film avec la signature de son contrat et quelques jours après Samuel Goldwyn accepte de céder les droits du livre pour 75 000 $ à Loew's Incorporated, une filiale de la MGM.
Irving Brecher est le premier scénariste à travailler sur le script mais il est immédiatement prié de travailler sur un autre projet, Un jour au cirque avec les Marx Brothers. C'est Herman J. Mankiewicz qui prend sa suite le 28 février 1938 jusqu'au 7 mars 1938 quand Ogden Nash lui est associé.
Le 11 mars se joint à eux Noel Langley, un Sud-Africain de 26 ans, qui est un de ceux qui apporte le plus à l'histoire. C'est lui qui change les souliers d'argent de Dorothy en souliers sertis de rubis et qui transpose les ouvriers de la ferme dans le monde imaginaire. Il ponctue son script par la morale de l'histoire : « rien ne vaut sa maison ».
Le 23 mars Mankiewicz quitte l'équipe tandis que Herbert Fields l'intègre le 19 avril 1938 pour trois jours et aucune modification majeure. Un nouveau scénariste, Samuel Hoffenstein, travaille sur le script pendant quelques jours sans rien apporter de nouveau avant que Noel Langley ne rende sa dernière version le 4 juin 1938. Le scénario est immédiatement transmis à Florence Ryerson et Edgar Allan Woolf qui l'ajustent avant de rendre leur premier jet le 13 juin. Ils sont alors débarqués du projet par Arthur Freed qui va les faire travailler sur sa nouvelle production, Place au rythme.
Noel Langley est de nouveau sollicité pour améliorer le scénario et restera en place jusqu'au début du tournage. Le 3 août 1938, il est associé à Jack Mintz qui reste moins d'un mois et le script définitif est finalement rendu le 8 octobre 1938.
Quand Victor Fleming arrive le 3 novembre 1938 pour prendre le film en main, il amène dans son sillage John Lee Mahin qui aura pour tâche de modifier le scénario au fil du tournage.
Finalement, quatorze scénaristes ont été nécessaires à l'élaboration du scénario, dont la version finale est datée du 28 février 1939. Seulement trois seront crédités au générique : Noel Langley, Florence Ryerson et Edgar Allan Woolf.

### Comparaison du film avec le livre

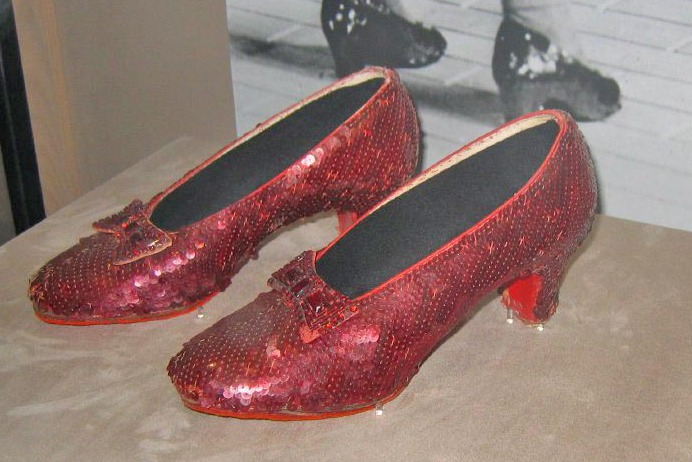
Les souliers de rubis de Dorothy. Dans le livre, ils sont d'argent.

Il existe plusieurs différences entre le livre original et le film. L'histoire est la même mais des détails changent ou disparaissent dans le film. L'un des changements majeurs est la transformation des souliers de Dorothy. Originellement, ils sont en argent alors que dans le film Judy Garland porte des souliers de rubis. Ce changement est une manière de mettre en valeur la nouvelle technologie de l'époque, le Technicolor.

#### Au Kansas
Les séquences se déroulant au Kansas sont quasiment absentes de l'histoire originale, n'apparaissant que sous forme de petits paragraphes au début et à la fin du livre. Les trois ouvriers agricoles, Miss Gulch et le Professeur Marvel sont des inventions des scénaristes n'apparaissant dans aucun livre de L. Frank Baum.

#### Le pays d'Oz

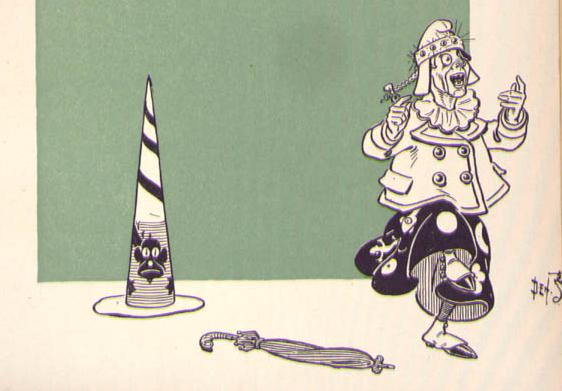
Illustration originale de la « Méchante Sorcière de l'Ouest ».

Baum a construit l'univers d'Oz en créant diverses histoires mettant en scène les différents personnages et lieux de ce pays imaginaire, des intrigues secondaires que le film ignore en grande partie. Dans le livre les héros sont notamment confrontés à d'agressifs requins-marteaux et se retrouvent dans une ville où tout est en porcelaine, même les habitants.
Dans le roman, la Gentille Sorcière du Nord et Glinda, la Gentille Sorcière du Sud, sont deux personnages bien distincts. Dorothy rencontre la Gentille Sorcière du Nord, dont le nom n'est pas mentionné, qui est incapable de se servir de la puissance des souliers d'argent. Pour cette raison, elle envoie la jeune fille à Oz et c'est après avoir fait connaissance avec Glinda que celle-ci lui dévoile le secret des chaussures. Dans le film, Glinda est la combinaison des deux sorcières.
La morale que découvre Dorothy à la fin du film, « Rien ne vaut sa maison », est ajoutée par les scénaristes. Dans le livre, la Méchante Sorcière de l'Ouest ne s'aventure pas à Munchkinland par crainte du magicien et des deux bonnes sorcières. La méchante sorcière du film a un aspect plus conventionnel que dans le livre. Dans l'œuvre de Baum, elle est borgne et a le teint pâle. De plus elle ne se sert pas d'un balai magique pour voler, mais d'un parapluie. Elle a également la particularité d'avoir peur du noir et évolue donc dans un environnement lumineux contrairement au film où son château est représenté dans des teintes sombres. De même, ses vêtements sont blancs alors que dans le film elle arbore une robe noire.
Une autre différence réside dans le fait que dans le roman, les singes volants agissent en tant qu'esclaves temporaires de la sorcière, car elle détient un chapeau capable d'exaucer trois vœux qu'ils sont contraints de réaliser. La sorcière y est décrite comme quelqu'un de lâche et sans pouvoir significatif.
Par ailleurs, le film révèle que toute l'histoire est en réalité un rêve de Dorothy, tandis que dans le roman, son voyage est authentique.

#### Dorothy et ses amis

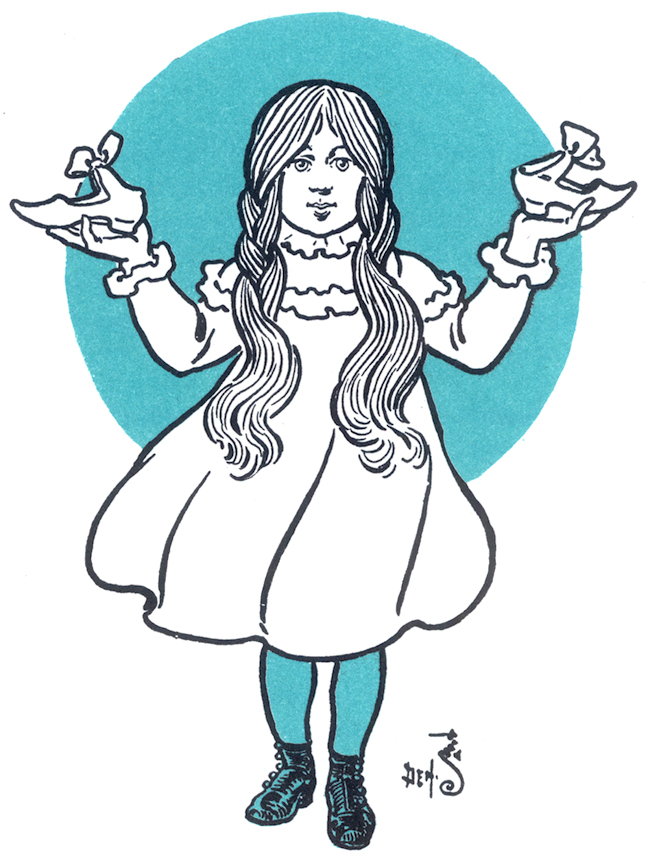
Dorothy et ses souliers d'argent.

Le film nous présente une Dorothy plus mûre que dans le livre, avec une attitude de jeune fille en détresse complètement absente dans l'œuvre de Baum.
Comme dans le film, le livre nous montre les trois amis de Dorothy possédant déjà les qualités dont ils croient avoir besoin. La différence entre le film et le roman est dans la manière dont le magicien « réalise » leurs souhaits. Originellement, il donne un cerveau à l'Épouvantail en lui décrochant la tête et pour la remplir d'aiguilles et d'épingles. Dans le film le magicien lui remet simplement un diplôme attestant de l'intelligence de l'Épouvantail. Pour l'Homme de fer, le magicien du livre lui accroche un cœur en satin alors que dans le film le cœur est une montre. Le Lion peureux se voit administrer dans le roman une potion censée lui donner le courage qu'il souhaite alors que dans le film le magicien lui décerne une médaille honorant son courage.

#### Différence du ton
Le livre est plus sombre et plus violent que le film. Pour exemple, dans le livre l'Homme de fer utilise sa hache pour décapiter un chat sauvage, plusieurs loups et pour se débarrasser d'arbres vivants. Dans le film il utilise son « arme » à deux reprises pour casser un pot de fleurs afin de faire une couronne pour le lion et lors de la libération de Dorothy qui est prisonnière dans le château de la sorcière.

### Les comédiens

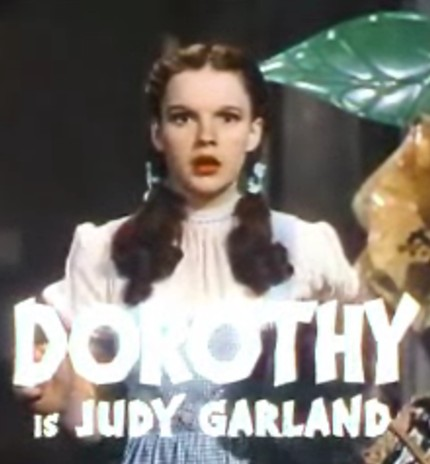

#### Dorothy
La première tâche pour les deux producteurs est d'engager les acteurs. Le premier choix envisagé pour jouer « Dorothy » est la vedette du moment, Shirley Temple. Mais après une audition privée où LeRoy et Freed estiment que la jeune actrice n'est pas assez talentueuse pour le rôle et le refus de la 20th Century Fox de la « prêter », les producteurs jettent leur dévolu sur une actrice de 16 ans déjà sous contrat avec la MGM depuis trois ans, Judy Garland. Ils sont persuadés que le Magicien d'Oz lancera pour de bon sa carrière et qu'elle deviendra une star. Le rôle de Dorothy lui est alors attribué en janvier 1938 cependant les producteurs estiment qu'elle doit perdre du poids.
En 2021, le costume au motif vichy portée par Judy Garland est retrouvé quarante ans après sa disparition dans une boîte à chaussure jetée dans une benne à ordure au sein de l'université catholique de Washington.

#### Les sorcières

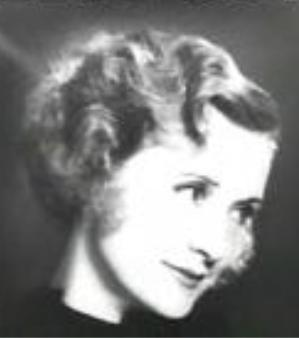
Billie Burke, interprète Glinda.

Pour jouer Glinda la « Gentille Sorcière du Nord », les producteurs engagent Billie Burke, ancienne coqueluche de Broadway du milieu des années 1900 et épouse de Florenz Ziegfeld, qui a commencé sa carrière hollywoodienne quelques années plus tôt à l'âge de 50 ans.

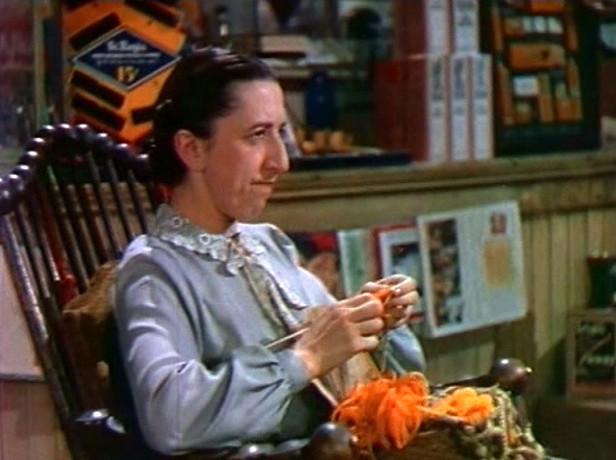
Margaret Hamilton interprète la « Méchante Sorcière de l'Ouest »

Le rôle de la « Méchante Sorcière de l'Ouest » est plus difficile à attribuer. Dans le livre original, les illustrations de William Wallace Denslow ne donnent aucun indice intéressant à propos de l'aspect physique de la sorcière. Mervyn LeRoy propose alors un clone de la reine de Blanche-Neige et les Sept Nains, une sorcière « belle et sexy ». Arthur Freed et les dirigeants du studio ne sont pas d'accord avec cette idée mais LeRoy n'en démord pas. Il fait faire des essais à Gale Sondergaard, une actrice qu'il avait dirigée dans Anthony Adverse et qui avait remporté l'Oscar de la meilleure actrice dans un second rôle pour ce rôle en 1936. Elle apparaît alors en une sorcière si belle que Freed et la direction en sont outrés, estimant que « les méchantes sorcières sont laides, comme la vieille de Blanche-Neige ». LeRoy demande alors au département de maquillage de rendre Sondergaard laide, ce qui déplaît à l'actrice qui refuse finalement le rôle. Elle dira plus tard qu'elle n'était pas prête à s'enlaidir et qu'elle ne regrettait pas sa décision.
Le rôle est finalement attribué le 10 octobre 1938 à Margaret Hamilton, une ancienne institutrice de 36 ans, qui gagne sa vie en étant actrice de composition et avait déjà joué dans six films du studio.

#### Le Magicien

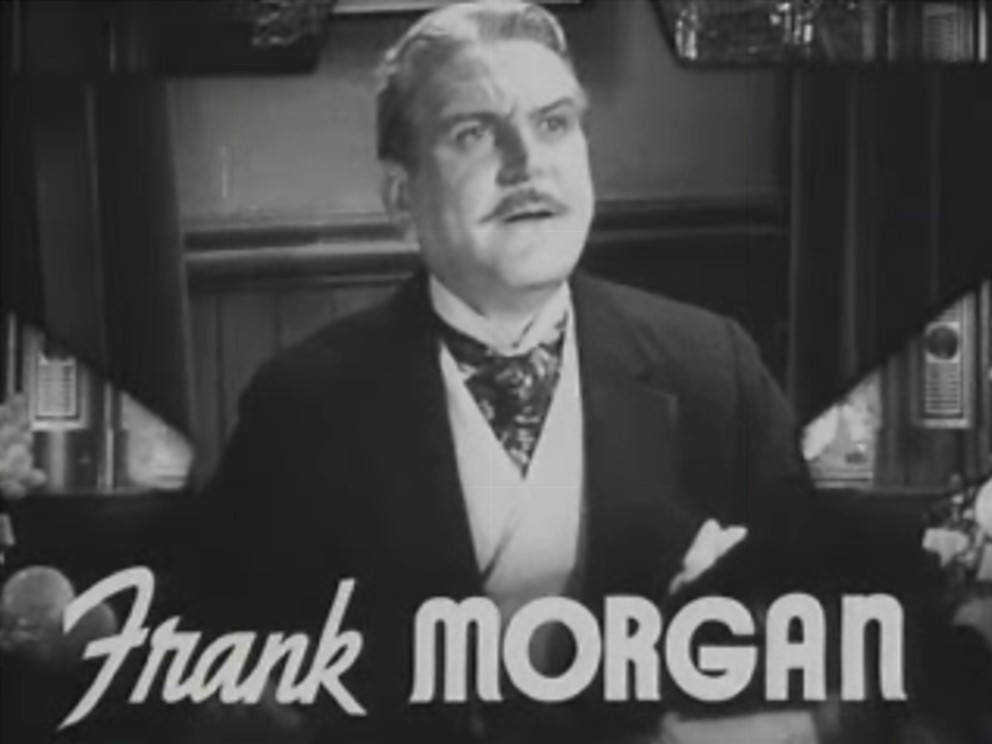

Pour le rôle du « Magicien », beaucoup de comédiens sont envisagés. Ed Wynn refuse, considérant l'importance du personnage trop petite. Wallace Beery, un des acteurs vedettes du studio, se propose mais les dirigeants refusent, ne voulant pas l'immobiliser sur un long tournage. Le studio envisage alors W. C. Fields qui les a impressionné dans David Copperfield quelques années plus tôt mais l'affaire ne se conclut pas à cause du salaire que l'acteur demande.
C'est finalement Frank Morgan, un autre acteur du studio, qui décroche le rôle le 22 septembre 1938. En plus du Magicien, il jouera quatre autres personnages : le « Professeur Marvel » ainsi que le portier, le cocher et le garde de la cité d'Émeraude.

#### Les compagnons de route de Dorothy

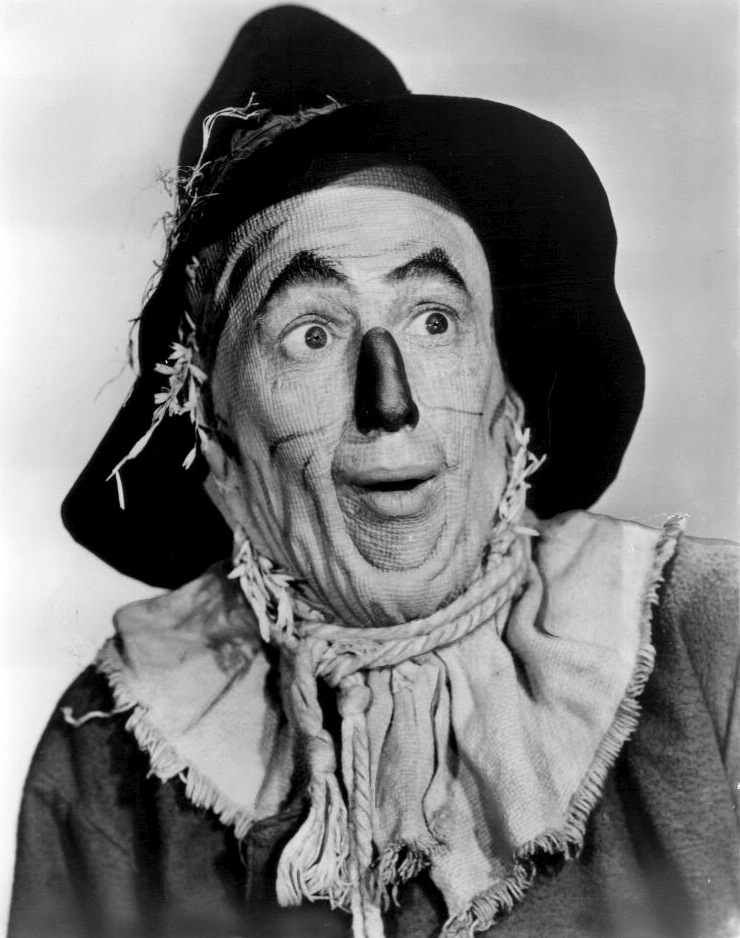
Ray Bolger dans le rôle de l'Épouvantail

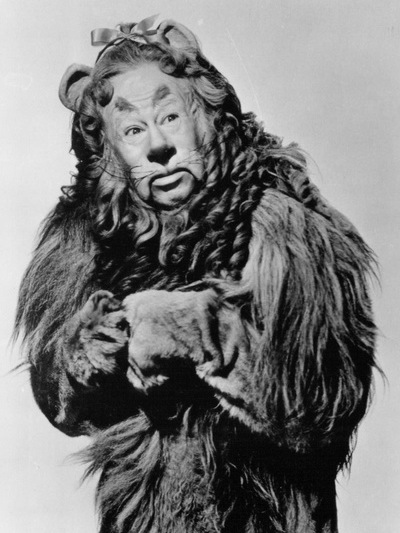
Bert Lahr dans le rôle du « Lion peureux »

Le 31 janvier 1938, Ray Bolger est engagé par la production pour jouer dans le film. L'acteur en est très heureux et enthousiaste jusqu'à ce qu'il apprenne qu'il a été choisi pour interpréter l'« Homme de fer ». Il en est furieux et vexé car il se voyait déjà revêtir le costume de l'« Épouvantail » qu'il pense être fait pour lui et qui ferait de lui une star. Persuadé qu'il doit obtenir ce rôle, il se rend au bureau de Louis B. Mayer et finit par le convaincre,.

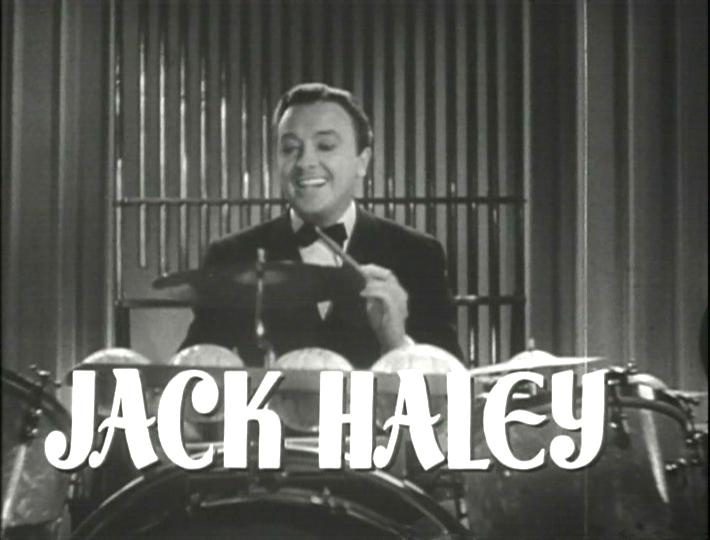

Buddy Ebsen qui avait obtenu le rôle de l'Épouvantail accepte sans rechigner celui de l'Homme de fer. Ce qui semblait être le rôle de sa vie se transforme finalement en cauchemar. Son maquillage nécessite que de l'aluminium soit posé sur son visage mais un soir il éprouve des difficultés à respirer et est admis en urgence à l'hôpital. Après avoir inhalé l'aluminium présent dans l'air après son maquillage, ses poumons en étaient remplis. Alors qu'Ebsen entame sa convalescence, la MGM décide de le remplacer. C'est pour l'acteur sa plus grosse désillusion professionnelle mais aussi personnelle.
Pour remplacer Buddy Ebsen, la MGM se fait « prêter » par la Fox une vedette de Broadway et du cinéma, Jack Haley. Il s'engage le 21 octobre 1938 en ignorant ce qui est arrivé à son prédécesseur et bénéficie d'un maquillage en pâte d'aluminium. Lors de la première journée de tournage de Haley, le réalisateur Victor Fleming est inquiet et lui demande de quelle manière il va aborder son rôle. Jack Haley le rassure en lui expliquant qu'il allait le jouer de la même manière qu'il raconte les histoires à son jeune fils.
Bert Lahr, un comédien de Broadway reconnu pour son style comique, fait l'unanimité au sein des producteurs pour interpréter le « Lion peureux » et est engagé le 25 juillet 1938.

#### Les Munchkins
Les « Munchkins » sont interprétés par plus d'une centaine de personnes de petite taille qui ont l'habitude de se produire dans des vaudevilles américains ou dans des cirques à travers le monde. Leo Singer, le responsable de la troupe, signe un contrat avec la MGM le 1er octobre 1938 pour un engagement débutant le 11 novembre 1938.
Pour choisir l'interprète du coroner, le directeur de casting choisit huit personnes parmi tout ce monde et leur fait lire les répliques. Et c'est finalement Meinhardt Raabe qui obtient le rôle. Adrian prend alors les mesures de tous pour créer des costumes adaptés à chacun. Il faut au département des costumes cinq semaines pour tous les réaliser. Ce temps permet aux Munchkins de répéter et être fin prêts dès l'arrivée des vêtements. Avant de tourner leur scène, chacun passe devant Jack Dawn qui leur demande quel rôle ils ont. Tous ceux avec un rôle « important » sont alors maquillés par Dawn, puis pris en photo pour que le résultat soit archivé et être ainsi reproduit les jours suivants. Il faut un peu plus d'un mois pour que la séquence de « Munchkinland » soit bouclée.

### Tournage
Richard Thorpe est engagé comme réalisateur, le 17 septembre 1938 et commence le tournage trois semaines après. Au bout de dix jours de tournage, pendant qu'est recherché un remplaçant pour Buddy Ebsen, Mervyn LeRoy scrute les rushes et estime que le travail de Thorpe n'est pas adapté à la vision enfantine que le film devrait avoir. Le producteur décide donc de se séparer du réalisateur et de repartir de zéro.
Peu de temps avant de se lancer dans son nouveau projet, Autant en emporte le vent, George Cukor accepte d'aider le film à se monter. Il est si stupéfait par le maquillage et les costumes des acteurs qu'il fait modifier aussitôt sa prise de poste. Ce qui le gêne le plus est l'apparence donné à Judy Garland. Il retire alors la perruque blonde de l'actrice et diminue considérablement son maquillage, lui rappelant ainsi qu'elle interprète une petite fille du Kansas. George Cukor abandonne comme convenu son poste pour s'occuper de son film et ne se doute pas que les modifications qu'il a opérées sont une des clés de la réussite du film.
Pour reprendre la suite de Cukor, Mervyn LeRoy choisit Victor Fleming qui est un réalisateur direct et au franc-parler. Fleming accepte de faire le film « pour que [ses] deux petites filles voient un film à la recherche de la beauté, de l'honnêteté, de la gentillesse et de l'amour dans le monde ». Il s'investit complètement dans sa tâche mais quelques semaines avant la fin du tournage, il est sollicité par les studios Selznick. Le tournage d'Autant en emporte le vent tourne au fiasco à cause de la relation très tendue entre George Cukor et Clark Gable. L'acteur vedette menace de quitter le film si son ami Victor Fleming ne prend pas les rênes du film. Le réalisateur accepte et quitte le tournage du Magicien d'Oz.
King Vidor est choisi pour être celui qui mettra la dernière touche au film. Victor Fleming lui explique ce qui a été fait et ce qu'il reste à faire. Sur les deux à trois semaines de tournage restantes, Vidor doit filmer la scène se déroulant au Kansas et où Dorothy chante Over the Rainbow. Une fois le film terminé King Vidor refuse de voir apparaître son nom au générique estimant que tout le mérite revient à Fleming. Jusqu'à la mort de ce dernier, Vidor ne révélera jamais lui-même qu'il avait participé au tournage du Magicien d'Oz.

#### Mise en scène

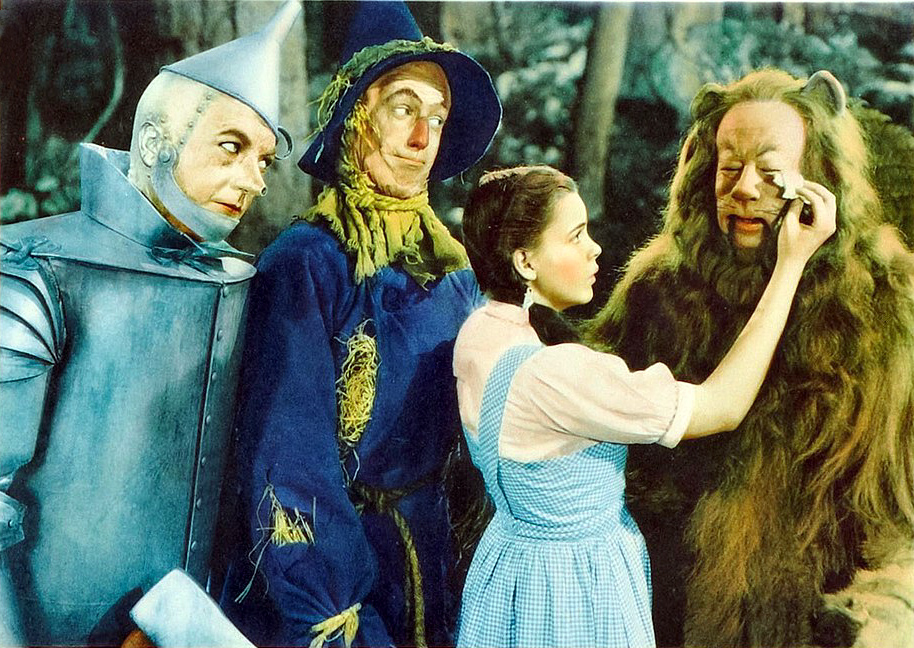

Le Magicien d'Oz surprend par le contraste des couleurs. Alors que la séquence d'ouverture dans le Kansas (donc la vie réelle) est tournée en noir et blanc sépia, les scènes du pays d'Oz (donc rêvées) sont tournées en Technicolor.
Le passage progressif d'un monde à l'autre devait se faire en colorant la pellicule image par image, mais en raison de restrictions budgétaires, une solution plus ingénieuse est adoptée : le décor intérieur de la ferme est peint en sépia et une doublure de Judy Garland habillée d'une robe sépia ouvre la porte. La caméra avance et fait disparaître la doublure du champ. Judy Garland apparaît alors dans sa robe bleue.

### Effets spéciaux
Les effets spéciaux sont l'œuvre d'A. Arnold Gillespie (en), un doyen de la spécialité. Il doit concevoir pour le film plusieurs trucages qui n'existent pas encore comme la tornade emportant la maison de Dorothy, la sorcière en train de fondre ou encore la tête du Magicien flottant dans les airs, les singes volants, etc.
Pour donner l'illusion de la maison prise dans une tornade, Gillespie filme au ralenti en fait une réplique miniature tombant du haut du plateau sur le sol peint pour imiter le ciel du Kansas. Il projette ensuite le film à l'envers pour donner l'impression que la maison tombe vers la caméra.
Pour la tornade, il fait construire une sorte d'entonnoir en mousseline qui est ensuite fixé sur un portique amovible pouvant se déplacer sur tout le plateau, tandis que la partie inférieure passe à travers le plancher, dans une fente en forme de « S ». Le tout, d'une hauteur d'environ 9 mètres, avançant vers la caméra avec un nuage de poussière donne l'illusion d'une tornade se dirigeant vers la maison.

### Les coulisses du tournage
Sur le tournage, les journées semblent interminables pour les acteurs. Leurs journées commencent à 5 h pour se finir à 19 h 30 ou 20 h. Chaque matin, Judy Garland doit se faire coiffer de sorte d'avoir exactement la même coiffure que la veille. La jeune actrice, alors âgée de 16 ans, mais devant en paraître 12 à l'écran, voit également sa poitrine compressée par un corset qui la fait terriblement souffrir. Le réalisateur Victor Fleming n'hésite pas non plus à arrêter ses éclats de rire puérils par des claques généreuses. C'est d'ailleurs à cette époque que la jeune fille découvre les amphétamines, fournies avec la bénédiction du studio afin de lui redonner de l'énergie.
Ray Bolger se fait poser un masque en caoutchouc lui bouchant les pores du visage. Ce masque et la combinaison de la lumière et de la chaleur qui règne dans le studio bloquent la pénétration de l'oxygène, l'empêchant de respirer convenablement. Bert Lahr, quant à lui, doit porter un costume d'environ 45 kilogrammes, fait en grande partie avec une véritable peau de lion.
Lors de sa première scène, Margaret Hamilton évite le pire. Lors du tournage de la scène où la Méchante Sorcière de l'Ouest disparaît sous les yeux de Dorothy et Glinda, elle est brulée au second degré au visage et au troisième à la main. Cela aurait pu être plus grave si son maquillage n'avait pas été enlevé aussitôt car celui-ci contenait du cuivre qui lui aurait rongé le visage. Elle fait son retour sur le plateau six semaines plus tard.
Malgré les inconvénients d'un tournage exigeant, ils gardent tous le moral.

### Musique

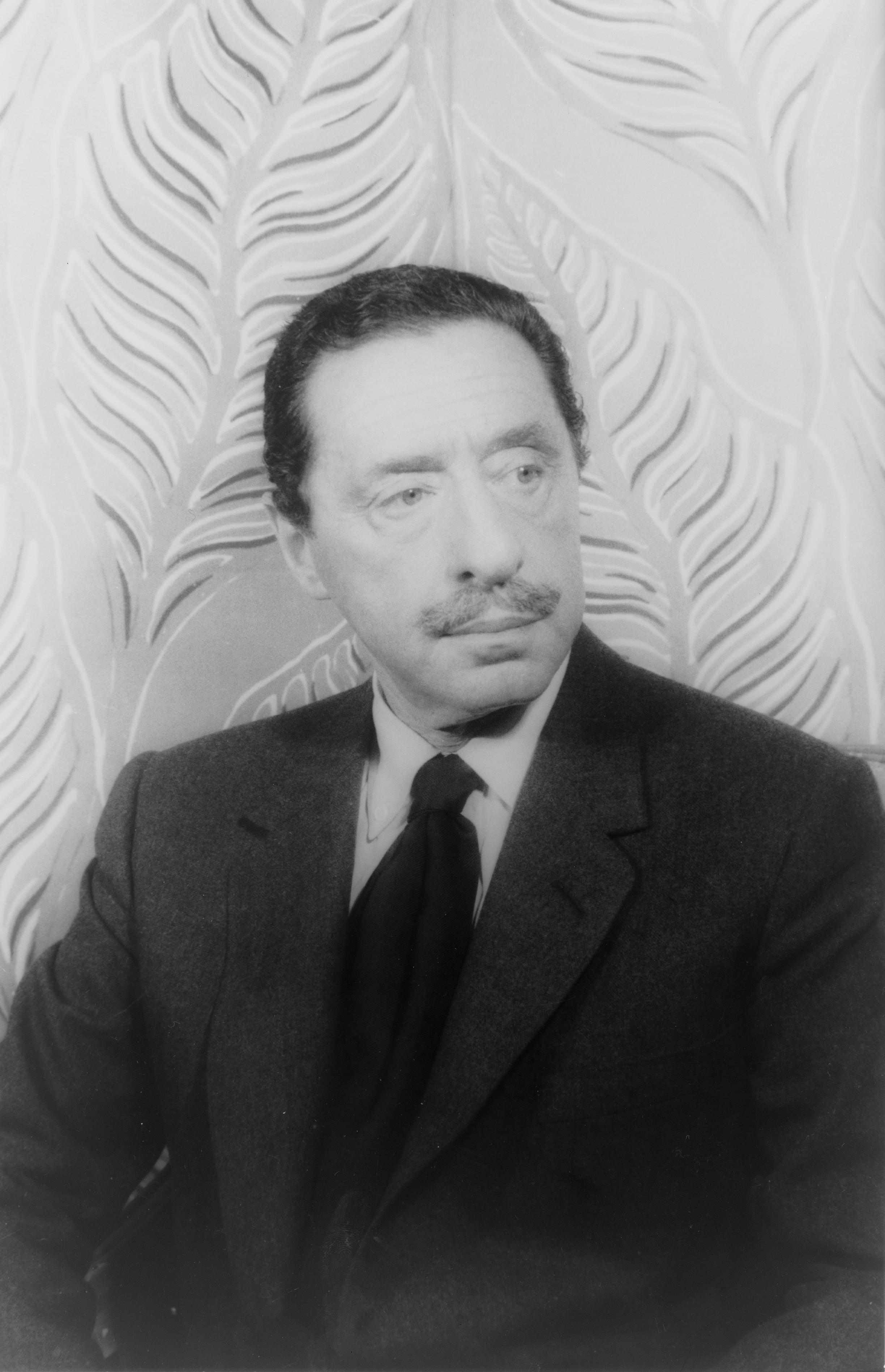
Harold Arlen, le compositeur d'Over the Rainbow.

Ce sont Yip Harburg et Harold Arlen, deux jeunes compositeurs de Broadway, qui écrivent les chansons qui rythmeront le Magicien d'Oz. Ils commencent leur travail le 7 mai 1938, Arlen se chargeant de la musique et Harburg des paroles. Le parolier contribue en parallèle au scénario du film et à la finalisation de la distribution. Une version arrangée d'Une nuit sur le mont Chauve de Modest Moussorgski est jouée lorsque l'Épouvantail, L'Homme de fer-blanc et le Lion peureux sauvent Dorothy du château de la Sorcière de l'Ouest.

#### Over the Rainbow
Over the Rainbow est l'une des dernières chansons écrites pour le film. C'est en se rendant au Grauman's Chinese Theatre avec sa femme que Harold Arlen compose la mélodie de cette chanson. Sur le chemin il demande à sa femme qui conduit de s'arrêter près de la Schwab's Drug Store et se met à écrire sur un petit bloc-notes ce qui deviendra la chanson phare du spectacle.
E.Y. Harburg écrit ensuite un texte en rapport avec l'état d'esprit de Dorothy qui n'a qu'une chose de colorée dans sa vie, l'arc-en-ciel. C'est à partir de cette idée qu'il décide d'inclure cet arc-en-ciel dans la chanson et ainsi matérialiser le souhait de Dorothy d'avoir un peu plus de gaité dans sa vie.
Après la seconde projection du film, la chanson est coupée au montage car certains décisionnaires estiment que « ça ralentit le film » ou qu'une star de la MGM chantant dans une basse-cour « ça manque de dignité ». Mais la chanson est finalement réintégrée.
Durant toute sa carrière, Judy Garland continuera à chanter cette chanson dans ses spectacles. Elle écrira dans une lettre adressée à Harold Arlen : « Over the Rainbow fait partie de ma vie. Cette chanson symbolise les rêves et les espoirs des gens et voilà pourquoi certains ont les larmes aux yeux en l'entendant. Je l'ai chantée des milliers de fois et c'est toujours la chanson la plus chère à mon cœur ».

#### Chansons du film
Après le montage final, dix chansons sont présentes dans le film. Deux reprises de chansons interprétées plus tôt dans le film sont supprimées dont celle de la séquence où Judy Garland chante le deuxième couplet d'Over the Rainbow dans le château de la Méchante Sorcière de l'Ouest qui a été jugée trop mélancolique[réf. nécessaire].
- Over the Rainbow - Judy Garland
- It Really Was No Miracle - Billie Burke, Judy Garland et les Munchkins
- Follow the yellow brick road - Les Munchkins
- If I Only Had a Brain - Ray Bolger et Judy Garland
- We're Off to See the Wizard - Judy Garland, Ray Bolger, Buddy Ebsen (pré-enregistré) et Bert Lahr
- If I Only Had a Heart - Jack Haley
- If I Only Had the Nerve - Bert Lahr
- Optimistic Voices
- The Merry Old Land of Oz - Frank Morgan, Judy Garland, Ray Bolger, Bert Lahr, Jack Haley et les citoyens de la cité d'Émeraudes
- If I Were King of the Forest - Bert Lahr

##### Chansons supprimées au montage
- The Jitterbug - Judy Garland, Ray Bolger, Jack Haley et Bert Lahr
- Reprise d'Over the Rainbow - Judy Garland
- Reprise de Ding-Dong! The Witch Is Dead, un des couplets de It Really Was No Miracle, sous le titre Hail Hail the Witch is Dead - Judy Garland et Ken Darby

### Montage
Le tournage s'achève le 16 mars 1939 et une première version est présentée en juin. Le film dure 120 minutes et semble trop long. Des coupes sont donc effectuées et ce sont surtout des scènes de la Méchante sorcière de l'Ouest qui sont supprimées car jugées trop effrayantes pour les enfants. La séquence où la sorcière écrit dans le ciel est modifiée : à l'origine son message était « Surrender Dorothy or die - signed WWW », mais est finalement changé en « Surrender Dorothy ».
L'une des séquences supprimées est un numéro de danse par Ray Bolger (l'épouvantail) sur la route de briques jaunes. On peut voir cette séquence inédite dans un film documentaire intitulé That's Dancing! (en) qui retrace l'âge d'or de la danse et des comédies musicales dans le cinéma américain.

## Sortie et accueil

### Promotion

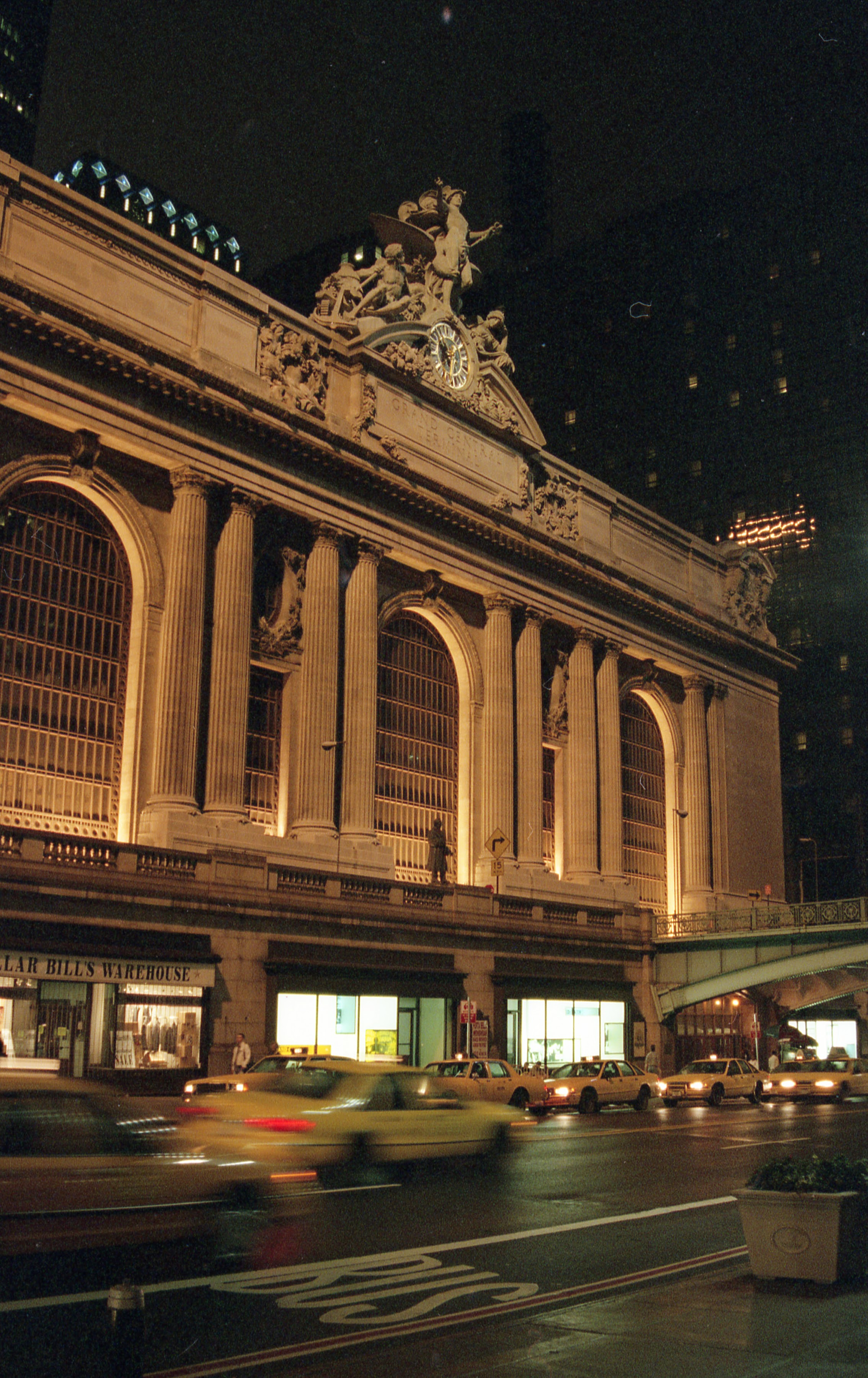
Le Grand Central Terminal, théâtre des émeutes à l'arrivée des jeunes vedettes.

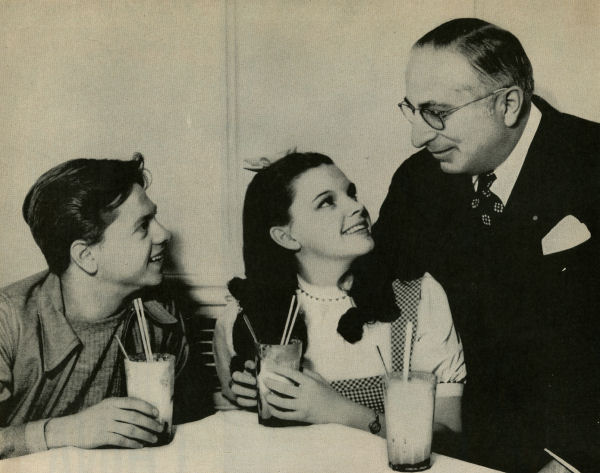
Louis B. Mayer avec Judy Garland et Mickey Rooney.

La promotion commerciale débute trois mois avant la fin officielle du tournage. Le 1er janvier 1939, un char représentant la thématique du film fait son apparition au Tournoi de la parade des roses. Le public a un avant goût du film en voyant les personnages prendre vie sous ses yeux. À côté de cela, Judy Garland est demandée de toute part et doit se soumettre à un nombre important d'interviews pour des émissions radiophoniques ou à des manifestations en tout genre diffusées aux actualités.
Conscient de la renommée de Judy Garland et de Mickey Rooney, l'autre jeune star du studio, Louis B. Mayer les envoie à New York pour la première du film. Comme présagé par le patron de la MGM, près de 10 000 fans prennent d'assaut le Grand Central Terminal à l'arrivée des jeunes acteurs et provoquent une émeute. Pour maîtriser ce débordement de joie pas moins de 250 policiers sont mobilisés. À l'ouverture du Loew's Capitol Theatre, cinéma accueillant l'avant-première, plus de 15 000 personnes font déjà la queue tout autour du pâté d'immeubles. Entre chaque représentation, Judy Garland et Mickey Rooney exécutent un numéro spécialement préparé pour l'occasion. Le lancement du film est un véritable succès et est une des sorties de film les plus réussies. Il y a un tel engouement que l'on parle du « plus grand événement depuis le retour de Charles Lindbergh ».

### Sortie du film
1939 est l'année de sortie d'un grand nombre de films américains aujourd'hui considérés comme de grands classiques. Face à cette concurrence, Le Magicien d'Oz, qui est le film le plus coûteux de la MGM,, perd de l'argent dès sa sortie. Un espoir apparaît pour les producteurs lorsque le film est nommé pour cinq Oscars, dont celui du meilleur film, pour la cérémonie prévue le 29 février 1940. Ils ne se font pas d'illusion face aux treize nominations d'Autant en emporte le vent, le grand favori, mais espèrent quand même une surprise. Victor Fleming, non nommé pour la réalisation du film car déjà en compétition avec celui de David O. Selznick, remporte l'Oscar du meilleur réalisateur que Mervyn LeRoy lui décerne. Le Magicien d'Oz n'est finalement pas en reste en remportant deux statuettes pour la musique de Herbert Stothart et la chanson Over the Rainbow de Harold Arlen et E.Y. Harburg par laquelle la soirée se conclut.
Après sa première exploitation en salle, le film continue de bénéficier de séances matinales destinées aux enfants. À partir de 1956, avec l'avènement de la télévision, Le Magicien d'Oz est régulièrement diffusé, surtout pendant la période de Noël. Mais il faut attendre une vingtaine d'années pour le voir en couleurs.
Le box-office mondial a rapporté 16 538 431 dollars, le prix du billet d'entrée au cinéma en 1939 étant estimé à 5 cents.[réf. nécessaire]
En 2019, le film a célébré ses 80 ans.

## Distinctions
- En 1989, Le Magicien d'Oz a été sélectionné par la Bibliothèque du Congrès pour figurer au National Film Registry[32].
- Le Magicien d'Oz est classé dans différents classements établit par l'American Film Institute : 
  - il est aujourd'hui classé dixième dans le « top 100 des plus grands films américains » après avoir été classé sixième en 1997[33].
  - il est classé vingt-sixième dans la liste de films les plus enthousiasmants[34].
  - il est classé troisième dans la liste des plus grands films musicaux[35].
  - il est classé quarante-troisième dans la liste des films donnant le plus de « sueurs froides »[36].
  - il est classé premier dans le « top 10 des meilleurs films fantastiques »[37].
  - les répliques « Toto, I've got a feeling we're not in Kansas anymore », « There's no place like home » et « I'll get you, my pretty, and your little dog, too! » sont classées respectivement quatrième, vingt-troisième et quatre-vingt-dix-neuvième dans le classement des plus grandes répliques du cinéma américain[38].
  - Over the Rainbow est première au classement des plus grandes chansons du cinéma américain. Ding-Dong! The Witch Is Dead est classé quatre-vingt deuxième de ce même classement[39].
  - La Méchante Sorcière de l'Ouest figure à la quatrième place du « top 50 » des plus grands méchants du cinéma[40].
- Ce film fait partie de la Liste du BFI des 50 films à voir avant d'avoir 14 ans établie en 2005 par le British Film Institute, intégrant même le top 10 de cette liste.

### Récompenses
| Année | Cérémonie           | Récompense                  | Lauréat(s)                                        |
| ----- | ------------------- | --------------------------- | ------------------------------------------------- |
| 1940  | Oscars              | Meilleure chanson originale | Harold Arlen et Yip Harburg pour Over the Rainbow |
| 1940  | Oscars              | Meilleure musique de film   | Herbert Stothart                                  |
| 1985  | Young Artist Awards | Jackie Coogan Award         |                                                   |

### Nominations
| Année | Cérémonie | Récompense                     | nommé(s)                            |
| ----- | --------- | ------------------------------ | ----------------------------------- |
| 1940  | Oscars    | Meilleur Film                  | Metro-Goldwyn-Mayer                 |
| 1940  | Oscars    | Meilleure direction artistique | Cedric Gibbons William A. Horning   |
| 1940  | Oscars    | Meilleure photographie         | Harold Rosson                       |
| 1940  | Oscars    | Meilleurs effets visuels       | A. Arnold Gillespie Douglas Shearer |

Le Magicien d'Oz fait partie des films américains sélectionnés pour être présentés lors du Festival de Cannes 1939 annulé du fait de la déclaration de la seconde Guerre mondiale. En 2002, à l'occasion du 55e anniversaire du Festival, un jury, présidé par Jean d'Ormesson décerne une mention spéciale pour le meilleur espoir féminin à Judy Garland. En 2019, 80 ans après la première édition avortée du Festival, le jury du Cercle Jean Zay organisateur de Cannes 1939 à Orléans présidé par Amos Gitaï et composé entre autres par Thierry Frémaux et les deux filles de Jean Zay, décerne le Prix de l'innovation technique au Magicien d'Oz et le jury lycéen lui accorde le Prix plaisir du jury.

## Citations
- « Toto, I've a feeling we're not in Kansas anymore » (« Toto, j'ai l'impression que nous ne sommes plus au Kansas. ») - Dorothy
Considérée comme l'une des quatre phrases les plus célèbres du cinéma américain selon un sondage mené par l'AFI en 2005.
- « Ding Dong, the witch is dead » (« Ding dong, la sorcière est morte ! ») - Les Munchkins
- « I'll get you, my pretty, and your little dog too! » (« Je t'aurai, ma jolie, et ton petit chien aussi ! ») - La Méchante sorcière de l'Ouest
- « Lions? And tigers? And bears? Oh, my ! » (« Des lions, des tigres et des ours ?! Oh, mon Dieu ! ») - Dorothy, l'Épouvantail, et l'Homme de fer-blanc
- « There's no place like home » (« On n'est jamais aussi bien que chez soi. ») - Dorothy